# Monica Relph
Monica Relph (15 de enero de 1988) es una deportista británica que compitió en remo. Ganó una medalla de bronce en el Campeonato Europeo de Remo de 2012, en la prueba de ocho con timonel.

## Palmarés internacional
| Campeonato Europeo | Campeonato Europeo | Campeonato Europeo | Campeonato Europeo |
| Año                | Lugar              | Medalla            | Prueba             |
| ------------------ | ------------------ | ------------------ | ------------------ |
| 2012               | Varese (Italia)    | Medalla de bronce  | Ocho con timonel   |